# Óscar Melendo
Óscar Melendo Jiménez (Barcellona, 23 agosto 1997) è un calciatore spagnolo, centrocampista dello Shanghai Haigang.

## Carriera
Cresciuto nel settore giovanile dell'Espanyol, ha debuttato in prima squadra il 20 novembre 2016, nella partita vinta per 0-1 contro l'Alavés, sostituendo al 63º minuto Hernán Pérez. Il 1º febbraio 2017 rinnova con i Blanquiazules fino al 2022, con una clausola rescissoria di 40 milioni di euro. Segna la prima rete con la squadra catalana il 17 gennaio 2018, nel derby vinto contro il Barcellona, valido per i quarti di finale di Coppa del Re, decidendo la partita di andata.
Il 30 agosto 2024 viene acquistato dal Cadice.
L'8 luglio 2025 passa ai cinesi dello Shanghai Haigang.

## Statistiche

### Presenze e reti nei club
Statistiche aggiornate al 25 gennaio 2018.
| Stagione        | Squadra         | Campionato      | Campionato | Campionato | Coppe nazionali | Coppe nazionali | Coppe nazionali | Coppe continentali | Coppe continentali | Coppe continentali | Altre coppe | Altre coppe | Altre coppe | Totale | Totale |
| Stagione        | Squadra         | Comp            | Pres       | Reti       | Comp            | Pres            | Reti            | Comp               | Pres               | Reti               | Comp        | Pres        | Reti        | Pres   | Reti   |
| --------------- | --------------- | --------------- | ---------- | ---------- | --------------- | --------------- | --------------- | ------------------ | ------------------ | ------------------ | ----------- | ----------- | ----------- | ------ | ------ |
| 2016-2017       | Espanyol        | PD              | 11         | 0          | CR              | 2               | 0               | -                  | -                  | -                  | -           | -           | -           | 13     | 0      |
| 2017-2018       | Espanyol        | PD              | 8          | 0          | CR              | 5               | 1               | -                  | -                  | -                  | -           | -           | -           | 13     | 1      |
| Totale Espanyol | Totale Espanyol | Totale Espanyol | 19         | 0          |                 | 7               | 1               |                    | -                  | -                  |             | -           | -           | 26     | 1      |
| Totale carriera | Totale carriera | Totale carriera | 19         | 0          |                 | 7               | 1               |                    | -                  | -                  |             | -           | -           | 26     | 1      |

## Palmarès

### Club

#### Competizioni nazionali
- Segunda División: 2

Espanyol: 2020-2021
Granada: 2022-2023